# Brookhaven (Wirginia Zachodnia)
Brookhaven – jednostka osadnicza w Stanach Zjednoczonych, w stanie Wirginia Zachodnia, w hrabstwie Monongalia.